# 12 concerti grossi, op. 6

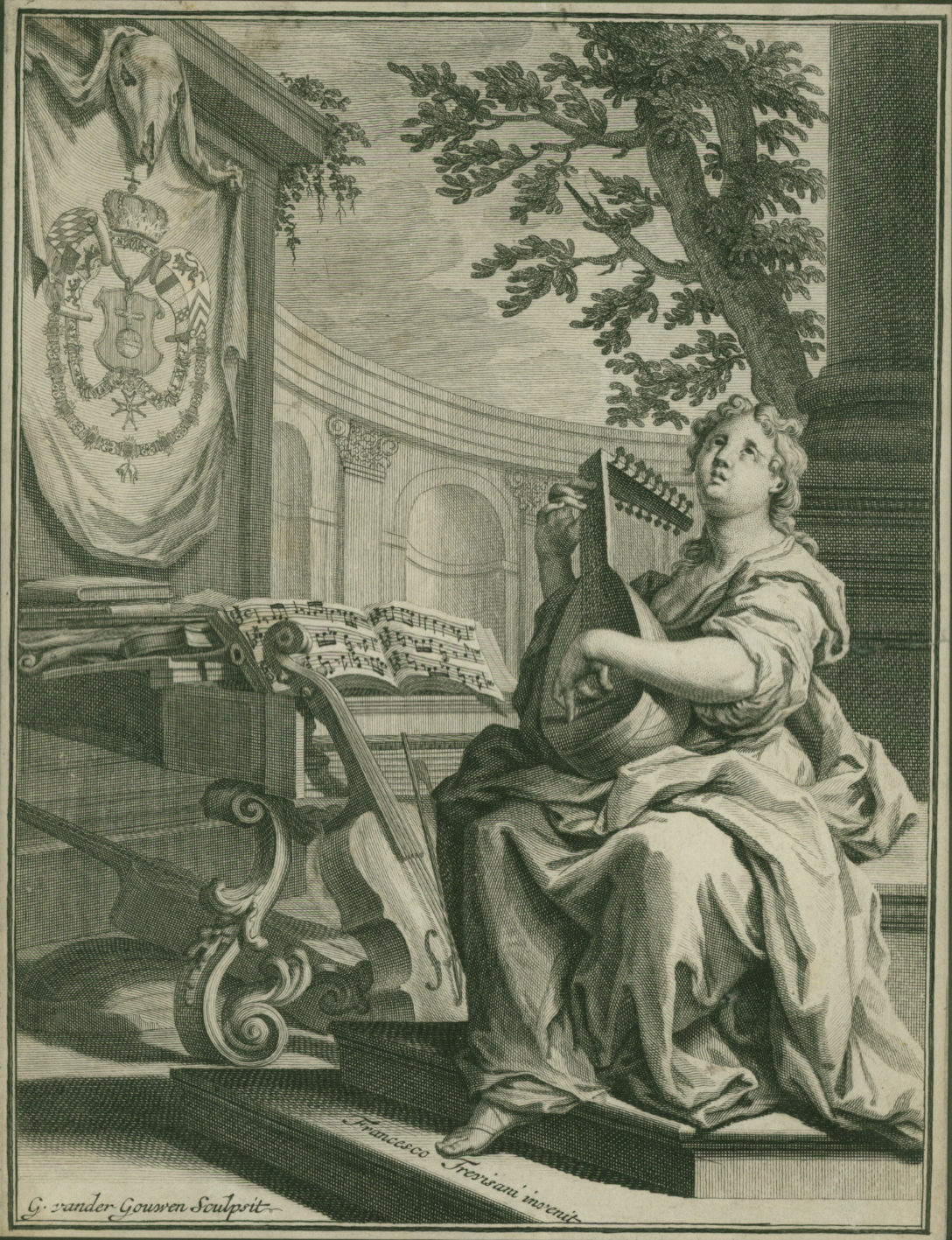
Frontespizio della prima edizione del Concerto Grosso, op. 6

I 12 concerti grossi di Arcangelo Corelli furono pubblicati dall'editore Estienne Roger di Amsterdam, nel 1714 come opus 6. La dedica del musicista è al Duca Giovanni Guglielmo del Palatinato (Johann Wilhelm von der Pfalz).

## Le caratteristiche
I dodici concerti sono suddivisi in concerti da chiesa (I-VIII) e in concerti da camera (IX-XII).
Sebbene siano stati pubblicati postumi, esistevano già dal 1709.
I concerti sono suddivisi in 4, 5 o anche 6 tempi; nei concerti da camera vengono usate le danze come la gavotta, la sarabanda, la corrente, il minuetto, l'allemanda e la giga.
L'organico orchestrale è costituito dal concertino (2 violini e 1 violoncello concertanti) e dal "grosso" dell'orchestra (violini di ripieno, viola, violoncello e contrabbasso). Il Basso continuo è formato dal cembalo a cui possono aggiungersi l'organo portativo e il liuto. 
I 12 Concerti di Corelli costituiscono il magistrale modello di riferimento per la forma del Concerto grosso a cui in seguito si sarebbero ispirati Georg Friedrich Händel, Francesco Geminiani, Antonio Vivaldi, Giovanni Battista Somis (allievo di Corelli) e altri ancora.

## Struttura

### Primo concerto in re maggiore
- Largo - Allegro - Largo - Allegro - Largo
- Largo - Allegro
- Largo
- Allegro
- Allegro

### Secondo concerto in fa maggiore
- Vivace - Allegro - Adagio - Vivace - Allegro - Adagio - Largo andante
- Allegro
- Grave - Andante largo
- Allegro

### Terzo concerto in do minore
- Largo
- Allegro
- Grave
- Vivace
- Allegro

### Quarto concerto in re maggiore
- Adagio - Allegro
- Adagio
- Vivace
- Allegro - Giga: Presto

### Quinto concerto in si♭ maggiore
- Adagio - Allegro - Adagio
- Adagio
- Allegro
- Largo
- Allegro

### Sesto concerto in fa maggiore
- Adagio
- Allegro
- Largo
- Vivace
- Allegro

### Settimo concerto in re maggiore
- Vivace - Allegro - Adagio
- Allegro
- Adagio
- Vivace
- Allegro

### Ottavo concerto in sol minore, "Fatto per la notte di Natale"
- Vivace - Grave
- Allegro
- Adagio - Allegro - Adagio
- Vivace
- Allegro - Pastorale: Largo

### Nono concerto in fa maggiore
- Preludio: Largo
- Allemanda: Allegro
- Corrente: Vivace
- Gavotta: Allegro
- Adagio
- Minuetto: Vivace

### Decimo concerto in do maggiore
- Preludio: Largo
- Allemanda: Allegro
- Adagio
- Corrente: Vivace
- Giga: Presto
- Minuetto: Vivace

### Undecimo concerto in si♭ maggiore
- Preludio: Largo
- Allemada: Allegro
- Adagio
- Largo
- Sarabanda: Largo
- Giga: Vivace

### Duodecimo concerto in fa maggiore
- Preludio: Adagio
- Allegro
- Adagio
- Sarabanda: Vivace
- Giga: Allegro